# Mind the Acoustic Pieces
Mind the Acoustic Pieces is het eerste studioalbum van Maiden uniteD. Het is een akoestische versie van Piece of Mind van Iron Maiden met nieuwe arrangementen.
Voordat het album op 9 december 2010 op cd uitkwam, werd The Trooper als single uitgebracht. Op 1 april 2011 werd het album op vinyl uitgebracht met een alternatieve versie van Sun and Steel met Anneke van Giersbergen op zang in plaats van Damian Wilson.

## Nummers
- Where Eagles Dare
- The Trooper
- Quest for Fire
- Still Life
- Revelations
- Die With Your Boots On
- Flight of Icarus
- Sun and Steel
- To Tame a Land

## Bezetting
- Joey Bruers, basgitaar
- Ruud Jolie, gitaar
- Damian Wilson, zang
- Marco Kuypers, piano
- Mike Coolen, drums
- Anneke van Giersbergen, zang op To Tame a Land en op de alternatieve versie van Sun and Steel op vinyl